# Lijst van rijksmonumenten in Boskoop
De plaats Boskoop telt 12 inschrijvingen in het rijksmonumentenregister. Hieronder een overzicht.
| Object                                             | Oorspronkelijke functie?  | Bouwjaar                    | Architect        | Locatie             | Coördinaten?                 | Nr.?   | Afbeelding             |
| -------------------------------------------------- | ------------------------- | --------------------------- | ---------------- | ------------------- | ---------------------------- | ------ | ---------------------- |
| Watertoren                                         | Nutsbedrijf               | 1908                        | Jan Schotel      | Zijde 442           | 52° 4' 32" NB, 4° 38' 16" OL | 511321 | Meer afbeeldingen      |
| Boerderij van het krukhuistype                     | Boerderij                 | 1636 (volgens overlevering) |                  | Reijerskoop 196     | 52° 4' 23" NB, 4° 41' 6" OL  | 511499 | Meer afbeeldingen      |
| Hervormde Kerk, vanwege het orgel                  | Kerk en kerkonderdeel     | 1897                        |                  | Kerkplein 1         | 52° 4' 29" NB, 4° 39' 33" OL | 511500 | Meer afbeeldingen      |
| Winkel met bovenwoning                             | Werk-woonhuis             | 1908                        | W. Kreling       | Gouwestraat 8       | 52° 4' 26" NB, 4° 39' 43" OL | 512074 | Winkel met bovenwoning |
| Winkel met bovenwoning                             | Werk-woonhuis             | 1908                        |                  | Gouwestraat 10      | 52° 4' 26" NB, 4° 39' 44" OL | 512075 | Winkel met bovenwoning |
| Hefbrug Boskoop                                    | Brug                      | 1935                        |                  | Reyerskoop/Zijde    | 52° 4' 27" NB, 4° 39' 36" OL | 512076 | Meer afbeeldingen      |
| Huize Winnetou                                     | Woonhuis                  | 1914                        | J. Koerts        | Laag Boskoop 123    | 52° 4' 58" NB, 4° 38' 29" OL | 512077 | Huize Winnetou         |
| Gemeentehuis                                       | Bestuursgebouw en onderdl | 1929                        | D.L. Landman     | Raadhuisplein 1     | 52° 4' 29" NB, 4° 39' 24" OL | 512078 | Meer afbeeldingen      |
| Tentoonstellingsgebouw Flora                       | Theater                   | 1932                        | D.L. Landman     | Parklaan 4          | 52° 4' 40" NB, 4° 38' 52" OL | 520082 | Meer afbeeldingen      |
| Schuur                                             | Boerderij                 | 1615-1650                   |                  | Reijerskoop bij 196 | 52° 4' 23" NB, 4° 41' 6" OL  | 524418 | Meer afbeeldingen      |
| Hooiberg op het achtererf van de krukhuisboerderij | Boerderij                 |                             |                  | Reijerskoop bij 196 | 52° 4' 23" NB, 4° 41' 6" OL  | 524419 | Meer afbeeldingen      |
| Park met rosarium en koepel                        | Tuin, park en plantsoen   | 1932-1933                   | S.G.A. Doorenbos | Parklaan bij 4      | 52° 4' 40" NB, 4° 38' 52" OL | 524436 | Meer afbeeldingen      |